# Nightmute
Nightmute – miasto w Stanach Zjednoczonych, w stanie Alaska, w okręgu Bethel.